# باسكال زوبربوهلر

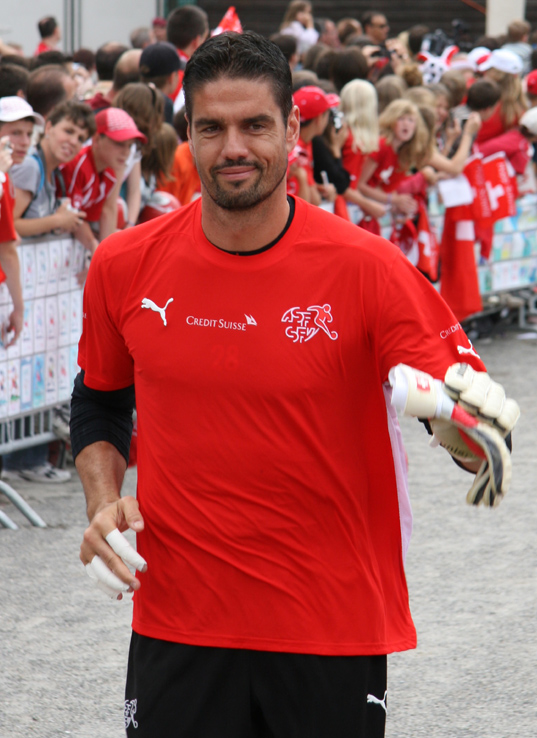
باسكال زوبربوهلر

باسكال زوبربوهلر ، من مواليد 8 يناير 1971 في فرونفيلد في سويسرا ، لاعب كرة قدم سويسري.
يلعب مع نادي نيوشاتل منذ عام 2007.
بدأ باللعب مع منتخب سويسرا لكرة القدم في عام 1994.

## روابط خارجية
- باسكال زوبربوهلر على موقع الاتحاد الدولي (مؤرشف)  (الإنجليزية)
- باسكال زوبربوهلر على موقع الاتحاد الأوربي (الإنجليزية)
- باسكال زوبربوهلر على موقع قاعدة بيانات كرة القدم.إي يو (الإنجليزية)
- باسكال زوبربوهلر على موقع بيانات كرة القدم. دي إي (الألمانية)
- باسكال زوبربوهلر على موقع ناشيونال فوتبول تيمز (الإنجليزية)
- باسكال زوبربوهلر على موقع Soccerbase.com (لاعب) (الإنجليزية)
- باسكال زوبربوهلر على موقع Soccerway.com (الإنجليزية)
- باسكال زوبربوهلر على موقع عالم كرة القدم.نت (الإنجليزية)